# Jordi Osei-Tutu
Jordi Martin Emmanuel Osei-Tutu (Slough, 2 oktober 1998) is een Engels profvoetballer die als middenvelder speelt voor VfL Bochum, dat hem medio 2022 transfervrij overnam van Arsenal FC.

## Carrière

### Arsenal FC
Osei-Tutu kwam speelde in de jeugdopleiding van Reading FC, totdat hij in 2015 terechtkwam in de jeugdopleiding van Arsenal FC, waar hij in oktober 2015 zijn eerste profcontract ondertekende Een maand later speelde hij namens een jeugdelftal van Arsenal in de UEFA Youth League tegen een jeugdelftal van Bayern München. Gedurende het seizoen 2017/18 kreeg Osei-Tutu enkele keren een plek in de wedstrijdselectie van het eerste elftal, maar bleef hij telkens op de reservebank. Hij werd een basisspeler bij Arsenal onder 23, maar moest enkele gedurende het seizoen 2018/19 enkele wedstrijden missen wegens een blessure.

#### Verhuur aan VfL Bochum
In juni 2019 werd bekend dat Osei-Tutu voor een seizoen verhuurd werd aan VfL Bochum, uitkomend in de 2. Bundesliga. Hij debuteerde op 28 juli 2019 in het profvoetbal met een basisplaats in de uitwedstrijd tegen Jahn Regensburg, maar moest in de blessure vervangen worden wegens een blessure. Op 24 augustus 2019 scoorde voor het eerst in het profvoetbal. Die dag maakte hij de 2–3 bij een 3–3 gelijkspel in eigen huis tegen Wehen Wiesbaden. In de laatste elf wedstrijden van het seizoen werd Osei-Tutu regelmatig opgesteld in de basiself en maakte hij nog vier doelpunten. VfL Bochum eindigde op de achtste plaats in de competitie.

#### Verhuur aan Cardiff City
In augustus 2020 werd Osei-Tutu opnieuw voor een seizoen verhuurd, ditmaal aan Cardiff City, uitkomend in de Championship. Osei-Tutu debuteerde voor Cardiff City op 5 september 2020 met een basisplaats bij een 3–0 nederlaag tegen Northampton Town in de League Cup. Een week later volgde zijn competitiedebuut, opnieuw met een basisplaats, bij de 0–2 nederlaag tegen Sheffield Wednesday. In de competitiewedstrijd tegen Middlesbrough FC op 24 oktober 2020 raakte Osei-Tutu geblesseerd. Door die blessure moest hij het grootste gedeelte van het seizoen aan zich voorbij laten gaan.

#### Verhuur aan Nottingham Forest
In augustus 2021 werd Osei-Tutu opnieuw door Arsenal verhuurd, ditmaal aan Nottingham Forest, uitkomend in de Championship. Hij debuteerde namens Nottingham Forest in de competitiewedstrijd tegen AFC Bournemouth op 14 augustus 2021 (1–2 nederlaag). In de volgende wedstrijd, tegen Blackburn Rovers, moest Osei-Tutu als snel vervangen worden wegens blessureleed. Deze blessure hield hem vier maanden aan de kant. In de tweede wedstrijd na zijn herstel, tegen Hull City, raakte Osei-Tutu wederom geblesseerd. Daarop werd in januari besloten om de huur vroegtijdig te beëindigen.

#### Verhuur aan Rotherham United
Op 31 januari 2022 werd Osei-Tutu wederom door Arsenal verhuurd, ditmaal voor een half jaar aan Rotherham United in de League One. Op 13 februari 2022 speelde Osei-Tutu zijn eerste wedstrijd voor zijn nieuwe club door Shane Ferguson te vervangen in de gewonnen competitiewedstrijd tegen Sheffield Wednesday. Op 3 april 2022 maakte Osei-Tutu zijn eerste doelpunt in twintig maanden tijd, in de finale van de EFL Trophy tegen Sutton United op Wembley. Door een gelijkmaker in de blessuretijd te maken, dwong Osei-Tutu een verlenging af, waarin Rotherham United uiteindelijk met 4–2 won. Het leverde Rotherham United zijn eerste prijs sinds 1998 op.

### VfL Bochum
Na vier huurperiodes verliet Osei-Tutu Arsenal definitief transfervrij in de zomer van 2022 en ondertekende hij een contract bij VfL Bochum.

## Clubstatistieken
| Seizoen     | Club                | Competitie       | Competitie | Competitie | Competitie | Beker | Beker | Beker | Internationaal | Internationaal | Internationaal | Totaal | Totaal | Totaal |
| Seizoen     | Club                | Competitie       | Wed.       | Dlp.       | Ass.       | Wed.  | Dlp.  | Ass.  | Wed.           | Dlp.           | Ass.           | Wed.   | Dlp.   | Ass.   |
| ----------- | ------------------- | ---------------- | ---------- | ---------- | ---------- | ----- | ----- | ----- | -------------- | -------------- | -------------- | ------ | ------ | ------ |
| 2018/19     | Arsenal FC          | Premier League   | 0          | 0          | 0          | 0     | 0     | 0     | 0              | 0              | 0              | 0      | 0      | 0      |
| Club Totaal | Club Totaal         | Club Totaal      | 0          | 0          | 0          | 0     | 0     | 0     | 0              | 0              | 0              | 0      | 0      | 0      |
| 2019/20     | → VfL Bochum        | 2.Bundesliga     | 21         | 5          | 3          | 1     | 0     | 0     | —              | —              | —              | 22     | 5      | 3      |
| Club Totaal | Club Totaal         | Club Totaal      | 21         | 5          | 3          | 1     | 0     | 0     | 0              | 0              | 0              | 21     | 5      | 3      |
| 2020/21     | → Cardiff City      | EFL Championship | 8          | 0          | 0          | 1     | 0     | 0     | —              | —              | —              | 9      | 0      | 0      |
| Club Totaal | Club Totaal         | Club Totaal      | 8          | 0          | 0          | 1     | 0     | 0     | 0              | 0              | 0              | 9      | 0      | 0      |
| 2021/22     | → Nottingham Forest | EFL Championship | 4          | 0          | 0          | 0     | 0     | 0     | —              | —              | —              | 4      | 0      | 0      |
| Club Totaal | Club Totaal         | Club Totaal      | 4          | 0          | 0          | 0     | 0     | 0     | 0              | 0              | 0              | 4      | 0      | 0      |
| 2021/22     | → Rotherham United  | EFL League One   | 14         | 0          | 0          | 2     | 1     | 0     | —              | —              | —              | 16     | 1      | 0      |
| Club Totaal | Club Totaal         | Club Totaal      | 14         | 0          | 0          | 2     | 1     | 0     | 0              | 0              | 0              | 16     | 1      | 0      |
| 2022/23     | VfL Bochum          | Bundesliga       | 20         | 0          | 0          | 2     | 0     | 0     | —              | —              | —              | 22     | 0      | 0      |
| Club Totaal | Club Totaal         | Club Totaal      | 41         | 5          | 3          | 3     | 0     | 0     | 0              | 0              | 0              | 44     | 5      | 3      |
| 2023/24     | → PAS Giannina      | Super League 1   | 8          | 0          | 1          | 0     | 0     | 0     | —              | —              | —              | 8      | 0      | 1      |
| Club Totaal | Club Totaal         | Club Totaal      | 8          | 0          | 1          | 0     | 0     | 0     | 0              | 0              | 0              | 8      | 0      | 1      |
| 2024/25     | Bolton Wanderers    | EFL League One   | 32         | 1          | 2          | 6     | 1     | 1     | —              | —              | —              | 38     | 2      | 3      |
| 2025/26     | Bolton Wanderers    | EFL League One   | 3          | 0          | 0          | 1     | 1     | 0     | —              | —              | —              | 4      | 1      | 0      |
| Club Totaal | Club Totaal         | Club Totaal      | 35         | 1          | 2          | 7     | 2     | 1     | 0              | 0              | 0              | 42     | 3      | 3      |
| TOTAAL      | TOTAAL              | TOTAAL           | 110        | 6          | 6          | 13    | 3     | 1     | 0              | 0              | 0              | 123    | 9      | 7      |